# Вели ефенди (квартал)
„Вели ефенди“ (на турски: Veliefendi) е квартал на Истанбул, разположен в околия Зейтинбурну. Общата му площ е 0,40 км2. Според данни на Адресната система за регистриране на населението (ABPRS) към 2023 г. населението на „Вели ефенди“ е 24 920 жители.